# Giovanni Attendolo

Stemma della famiglia Attendolo

Giovanni Attendolo (Cotignola, 1319 – 1385 circa) è stato un nobile italiano, padre di Giacomo Attendolo, conte di Cotignola.

## Biografia
Giovanni, ultimo figlio di Muzio, considerato il capostipite del casato degli Sforza, proveniva dalla nobiltà secondaria ed era un ricco possidente, dedito anche al mestiere delle armi. Venne menzionato in un rogito del 1352.

## Discendenza
Giovanni si sposò con Elisa Petraccini, figlia di Ugolino, donna di forte personalità, dalla quale ebbe numerosi figli. Tra questi si ricordano:
- Giacomo (1369-1424), condottiero e capitano di ventura, conosciuto come Muzio Attendolo detto "Sforza", fu il capostipite della dinastia Sforza;
- Bosio († 1410), condottiero, seguì il fratello Giacomo in molte imprese;
- Francesco († 1412 ca.), detto "Beccaletto", condottiero, seguì il fratello Giacomo presso Alberico da Barbiano;
- Maria, sposò nel 1473 Nicola Pallavicino, pronipote di Oberto II Pallavicino;
- Margherita, sposò Giacomo Gaetani di Napoli e poi Michelino Ravignani de' Manzuoli. Da quest'ultimo discese l'estinta casata dei "Manzuoli-Sforza" di Bologna;
- Bartolo, condottiero, al servizio del fratello Giacomo e di Alberico da Barbiano;
- Domenico, sposò Giovannella Gesualdo, da cui ebbe Abenante Attendolo, andata in sposa Paolo di Sangro, duca di Torremaggiore[3];
- Matteo, morto nel 1385 in un agguato teso dai Pasolini;
- Tonduzzo, morto nel 1385 in un agguato teso dai Pasolini.